# 巴諾·庫西婭
巴諾·庫西婭（英語：Bano Qudsia，1928年11月28日—2017年2月4日），印度旁遮普邦人，是一名巴基斯坦作家。她大多数撰写使用乌尔都语。其中最著名的是1981年的小说《Raja Gidh》，此外她还撰写了超过40部的小说和剧本。
2017年2月4日，她死于巴基斯坦拉合尔，享年88岁。